# Chiambretti Sunday Show
Chiambretti Sunday Show - La Muzika sta cambiando è stato un programma televisivo italiano andato in onda su Italia 1 condotto da Piero Chiambretti prodotto dal 22 gennaio al 7 marzo 2012 per un totale di sette appuntamenti in prima serata.

## Il programma
Visto il dato d'ascolto della puntata pilota non proprio eccellente dal titolo Chiambretti Muzik Show, il programma ha cambiato nome e struttura, diventando inizialmente Chiambretti Show e poi Chiambretti Sunday Show con sottotitolo La muzika sta cambiando, mentre per mercoledì 7 marzo il titolo è stato cambiato in Chiambretti Wednesday Show.
Il programma, registrato nello studio 14 di Cologno Monzese, è poi andato in onda a partire dal 22 gennaio fino al 7 marzo 2012. Il programma è come un contenitore spettinato che modula e mischia linguaggi differenti che incrociano la stessa nota musicale. Ogni settimana un importante personaggio del panorama musicale si esibisce e interagisce con il cast e con gli ospiti. Inoltre si analizzano i fatti di attualità e come la musica stia cambiando nel mondo.
Nel cast trovano spazio Michele Foresta e Mauro Coruzzi in due ruoli inediti, ossia quali avvocati di un processo con tanto di giuria, testimoni e una sentenza che verrà omologata dal conduttore al termine del processo, il quale sarebbe una specie di parodia dei veri tribunali, ma anche di quelli televisivi (come Forum e Verdetto Finale). Anche la presenza di un Governo Tecnico della televisione, ovvero di una parodia satirica e artistica del Governo Monti dello Stato italiano, ed esso è formato da vari componenti, tra cui Giuseppe Di Piazza, Gianni Biondillo, Costantino Della Gherardesca, il principe della tisana Gianluca Mech, lo stilista internazionale Joshua Fenu e il concertista Andrea Bacchetti. Nel cast del programma ci sono anche Madalina Ghenea, Lydie Pages, Jonathan Kashanian, Luca Tassinari e per le prime tre puntate anche Andrea Lehotská (che poi lasciò il programma per partecipare alla nona edizione de L'isola dei famosi, reality show di Rai 2). Inoltre è presente anche un corpo di ballo formato da 8 (finte) "ballerine professioniste" (Micol Ronchi, Veronica Ciardi, Margherita Zanatta, Francesca Fioretti, Laura Drzewicka, Elena Morali, Ludovica Leoni, Pasqualina Sanna) coreografato da Bill Goodson, lo stesso coreografo del Chiambretti Night. Il penitente fisso del programma è il giornalista Alan Friedman che, al termine di ogni puntata, confessa le nefandezze della finanza e dell'economia.

## Puntate
Puntata pilota
La puntata pilota, registrata il 9 novembre 2011, è andata in onda come uno speciale dedicato a Laura Pausini l'11 novembre 2011 alle ore 21:11. Durante la serata Laura Pausini si è esibita con Black or White di Michael Jackson e Papa Don't Preach di Madonna; ha duettato con Pino Daniele in Quando e ha interpretato per la prima volta dal vivo i brani Non ho mai smesso, Bastava, Le cose che non mi aspetto, Benvenuto tratti dal nuovo album Inedito.
Presenti anche come ospiti della serata Noemi, Alessia Marcuzzi, Pippo Baudo, Giorgio Panariello e Vittoria Belvedere.
Prima puntata
Nella prima puntata hanno partecipato Peter Dinklage, Platinette, il Mago Forrest, Costantino della Gherardesca, La Pina, Joshua Fenu, Domenico Scilipoti, Caterina Balivo e Marracash.
Seconda puntata
Particolare risonanza ha avuto la puntata del 29 gennaio 2012 nel corso della quale il conduttore ha avuto come ospite la top model Bar Refaeli e la showgirl Raffaella Fico.. La conferenza stampa dedicata all'on. Mario Borghezio ha avuto tra gli ospiti Platinette e Joshua Fenu.
Terza puntata
Nella puntata del 5 febbraio 2012 sono stati ospiti l'ereditiera Tamara Ecclestone, il pornodivo Rocco Siffredi e il cantautore Antonello Venditti. La conferenza stampa ha avuto tra gli ospiti Platinette, il Mago Forest e Joshua Fenu.
Quarta puntata
Nella puntata andata in onda il 12 febbraio 2012 sono stati ospiti Antonio Padellaro, Daniela Santanché, Giorgia Wurth, Marracash e Luigi de Magistris.
Quinta puntata
Nella puntata andata in onda il 19 febbraio 2012 gli ospiti sono stati Enzo Iacchetti, Melissa Satta, Cristiana Capotondi, Franco Barbero e Ignazio La Russa alla conferenza stampa, la cantante Macy Gray come guest internazionale. Nel cast del Governo Tecnico  Costantino della Gherardesca, il Mago Forrest, lo stilista Joshua Fenu.
Sesta puntata
Nella puntata andata in onda il 26 febbraio 2012 gli ospiti sono stati Emma Marrone, Sharon Stone, Vittorio Sgarbi, Italo Bocchino. Nel cast del Governo Tecnico  Costantino della Gherardesca, il Mago Forrest, lo stilista internazionale Joshua Fenu e lo scrittore Gianni Biondillo.
Settima puntata
Nella settima e ultima puntata andata in onda il 7 marzo 2012 gli ospiti sono stati il premio Oscar Kate Winslet, Gerry Scotti, Fiammetta Cicogna, Dolcenera. Nel cast fisso del Governo Tecnico anche Costantino della Gherardesca, lo stilista internazionale Joshua Fenu, lo scrittore Gianni Biondillo.

## Ascolti
| Puntata | Messa in onda    | Telespettatori | Share |
| ------- | ---------------- | -------------- | ----- |
| Pilota  | 11 novembre 2011 | 1 636 000      | 8,21% |
| 1       | 22 gennaio 2012  | 1 096 000      | 5,16% |
| 2       | 29 gennaio 2012  | 1 494 000      | 6,24% |
| 3       | 5 febbraio 2012  | 2 131 000      | 9,39% |
| 4       | 12 febbraio 2012 | 1 754 000      | 7,31% |
| 5       | 19 febbraio 2012 | 1 715 000      | 7,54% |
| 6       | 26 febbraio 2012 | 1 483 000      | 6.72% |
| 7       | 7 marzo 2012     | 1 532 000      | 6.87% |